# Махруфи, Мохаммед
Мохаммед Махруфи (араб. محمد معروفي‎; род. 1947, Касабланка, Касабланка) — марокканский футболист, игравший на позиции полузащитника; участник чемпионата мира 1970 года.

## Биография

### Клубная карьера
Махруфи начинал карьеру в клубе «Раджа», в котором отыграл один сезон.
В 1966 году перешёл в «Дифаа», в котором отыграл пять сезонов, а затем переехал во Францию. Во Франции он сыграл 6 матчей за «Ним», а затем вернулся на родину. Завершил карьеру в клубе «Видад», в котором отыграл два сезона.

### Карьера в сборной
В составе сборной Марокко принимал участие на чемпионате мира 1970 года, где сыграл во всех матчах группового этапа — со сборными ФРГ (1:2), Перу (0:3) и Болгарии (1:1). Марокканцы не смогли преодолеть групповой этап, заняв в группе последнее место, заработав одно очко.